# Auzances
Auzances – miejscowość i gmina we Francji, w regionie Nowa Akwitania, w departamencie Creuse.
Według danych na rok 1990 gminę zamieszkiwało 1536 osób, a gęstość zaludnienia wynosiła 217 osób/km² (wśród 747 gmin Limousin Auzances plasuje się na 69. miejscu pod względem liczby ludności, natomiast pod względem powierzchni na miejscu 617.).